# Palača Darul Aman
Palača Darul Aman (paštunsko د دارالامان ماڼۍ; darijsko قصر دارالامان; Bivališče miru ali, v dvojnem pomenu, Bivališče Amana [ullaha]) je trinadstropna palača v Darulamanu, približno 16 km jugozahodno od središča Kabula v Afganistanu. Palačo obkrožajo naslednje stavbe: Državni zbor Afganistana, Narodni muzej Afganistana in Afganistanska mednarodna univerza.
Palača Darul Aman s 150 sobami je bila prvotno zgrajena v 1920-ih, med vladavino Amanulaha Kana. Med februarjem 1919 in junijem 1926 je vladal kot afganistanski emir, med junijem 1926 in januarjem 1929 pa kot afganistanski kralj. Palača je bila med državljansko vojno v 1990-ih močno poškodovana. Vendar pa je bila med letoma 2016 in 2020 prenovljena in popolnoma obnovljena v nekdanjem sijaju. Večina dela je bila opravljena za 100. obletnico neodvisnosti Afganistana, ki je bila 19. avgusta 2019. Je odprta za javnost in vse turiste.

## Zgodovina
Gradnja palače Darul Aman se je začela v zgodnjih 1920-ih kot del prizadevanj emirja Amanulaha Kana za modernizacijo Afganistana. Junija 1926 se je Amanulah razglasil za kralja Afganistana. Palača naj bi bila del nove prestolnice, imenovane Darulaman, ki bi bila s Kabulom povezana z ozkotirno železnico. Amanulah Kan je povabil 22 arhitektov iz Nemčije in Francije, da zgradijo palačo. Palača velja za pričevanje afganistansko-nemških vezi, saj jo je zasnoval nemški inženir Walter Harten s svojo ekipo inženirjev.
Palača je impozantna neoklasicistična stavba na vrhu hriba s pogledom na ravno, prašno dolino v zahodnem delu afganistanske prestolnice. Zasnovali so jo francoska arhitekta A. Godard in M. Godard ter nemški arhitekti in je bila ena prvih stavb v državi s centralnim ogrevanjem in tekočo vodo. Švedska pisateljica spominov Rora Asim Kan, ki je v letih 1926–1927 živela v Afganistanu s svojim afganistanskim možem, v svojih spominih opisuje, kako jo je kraljica Soraja povabila v palačo, da bi kraljici in kraljevi materi opisala zahodnjaški življenjski slog in običaje. Stavba, mišljena kot sedež prihodnjega parlamenta, je ostala neuporabljena in delno dokončana več let po verski konservativci pod vodstvom Habibulaha Kalakanija so leta 1929 odrinili kralja Amanulaha z oblasti in ustavili njegove reforme. Kasneje je služila kot medicinska šola za kabulsko univerzo, pa tudi kot skladišče in sedež več manjših ministrstev.
Stavbo je 14. decembra 1968 uničil požar, nato pa je bila v 1970-ih in 1980-ih obnovljena za Ministrstvo za obrambo. V komunističnem udaru leta 1978 je bila stavba ponovno požgana. Velik del stavbe je bil poškodovan zaradi tankovskega požara med spodletelim poskusom državnega udara Šahnavaza Tanaija 6. marca 1990. Ponovno je bila močno poškodovana med afganistansko državljansko vojno v 1990-ih, ko so se rivalske frakcije mudžahidov borile za nadzor nad Kabulom. Močno granatiranje s strani mudžahidov je palačo pustilo uničeno razvalino, vključno z garažo, v kateri so bila vozila nekdanjega kralja, ki so bila odstranjena in uporabljena kot vadba streljanja, na koncu pa je bilo vse uničeno. Večinoma so jo uporabljali kot begunsko naselje in nomadsko taborišče do začetka leta 2000, ko je postala poveljstvo bataljona afganistanske narodne vojske.
Leta 2005 je bil razkrit načrt za prenovo palače za uporabo kot sedež bodočega afganistanskega parlamenta. Financiran naj bi bil predvsem z zasebnimi donacijami tujcev in bogatih Afganistancev. Aprila 2012 so bile številne vladne stavbe okoli palače tarča napadov uporniških skupin pod vodstvom talibanov. Sčasoma je bilo odločeno, da se zgradi nova stavba nasproti palače, v kateri bi bil nameščen parlament v okviru donacije, ki jo je zagotovila Indija. Gradnja je bila zaključena leta 2015.
Spomladi 2016 so se začela dela na 16 do 20 milijonov dolarjev vrednem projektu obnove, namenjenem prenovi palače ob stoletnici popolne neodvisnosti Afganistana leta 1919. Iz stavbe s 150 sobami je bilo sprva odstranjenih skoraj 600 ton ruševin, do pomladi 2017 pa so delavci odstranili omet in beton z notranjih sten. Pri projektu je sodelovalo več kot 80 inženirjev in arhitektov, od tega 25 odstotkov žensk. Do julija 2019 je bila večina večjih rekonstrukcijskih del na palači zaključena.
18. aprila 2020 je potekala otvoritvena slovesnost, saj je bila palača med pandemijo COVID-19 v Afganistanu uporabljena kot začasni center za izolacijo in zdravljenje COVID-19 z 200 posteljami.

## Arhitektura
Palača je opečnata stavba v obliki črke U, zgrajena v evropskem neoklasicističnem slogu. Ima 3 nadstropja s 150 sobami, vključno s polkrožno glavno dvorano. Njena najvišja točka je približno 33 m nad tlemi. Na strehi so štirje kupolasti stolpi. Galerije v tretjem nadstropju južne fasade krasijo številni korintski stebri. Vsako nadstropje je povezano z marmornimi spiralnimi stopnicami.

## Galerija
- Palača leta 1986
- 2002: južna fasada
- 2002:Ameriški komandosi patruljirajo v močno bombardirani sobi
- 2008
- Julij 2010: Notranjost je bila v zelo slabem stanju
- December 2015: Pogled s stavbe državnega zbora s palačo v predhodni obnovi
- Obnova palače Darul Aman